# Солдатовський сільський округ
Солда́товський сільський округ (каз. Солдатово ауылдық округі, рос. Солдатовский сельский округ) — адміністративна одиниця у складі Улькен-Наринського району Східноказахстанської області Казахстану. Адміністративний центр та єдиний населений пункт — село Солдатово.
Населення — 722 особи (2021; 931 у 2009, 1059 у 1999, 1244 у 1989).
Станом на 1989 рік існувала Солдатовська сільська рада (село Солдатово). 1998 року округ був ліквідований, а територія приєднана до складу Новоберезовського сільського округу, але пізніше округ був відновлений.